# Chiese di Messina
Nella storia di Messina sono molte le chiese demolite, scomparse, dismesse e sconsacrate.
Vari eventi sismici disastrosi interessano la provincia e distruggono in epoche differenti il ricchissimo patrimonio storico - artistico - religioso della città:
- Terremoto del Val di Noto del 1693 provoca rilevanti danni;
- Terremoto della Calabria meridionale del 1783 distruttivo;
- Terremoto della Calabria meridionale del 1894 distruttivo assieme all'intenso sciame sismico che si prolunga fino al
- Terremoto di Messina del 1908 catastrofico con conseguente maremoto.

Pochi, ma antichissimi, i luoghi di culto che hanno attraversato quasi indenni le incurie del tempo e i cataclismi della natura: la Chiesa di Santa Maria Alemanna, la Chiesa della Santissima Annunziata dei Catalani, la Chiesa di Santa Maria della Valle, la Chiesa di San Tommaso Apostolo il Vecchio, la Chiesa di San Francesco all'Immacolata, la Chiesa di Sant'Elia, la Chiesa di San Giovanni di Malta, la Chiesa dello Spirito Santo, la Chiesa di Santa Rita, la Chiesa di Gesù e Maria del Buon Viaggio e la Chiesa normanna di Santa Maria di Mili e i monumenti presenti nelle circoscrizioni cittadine.
In epoca moderna, come conseguenza dei devastanti eventi susseguitisi in appena due secoli, sono requisiti e demoliti moltissimi beni ecclesiastici per ricavare spazi edificabili e per tracciare il nuovo progetto della città che prevede la realizzazione della principale arteria cittadina costituita dall'attuale viale San Martino. Il restauro e la ricostruzione in città e in provincia del patrimonio religioso - artistico sono dovuti all'opera dell'arcivescovo Angelo Paino.
Un numero elevato di chiese è distrutto durante i bombardamenti del secondo conflitto mondiale, molte non scamperanno alle demolizioni che tuttora lasciano rase al suolo ampie porzioni di numerosi quartieri ancora oggi occupate da baraccopoli. Durante i bombardamenti iniziati il 9 gennaio 1941, quelli congiunti con Reggio Calabria del 9 e del 24 maggio 1943, nel periodo compreso tra il 29 luglio e il 17 agosto 1943. La notte del 13 giugno 1943 si verifica l'evento più funesto quando due spezzoni incendiari sganciati nel corso di un'incursione aerea alleata trasformano in rogo la cattedrale inaugurata appena 13 anni prima. Molte chiese e quasi tutti i più importanti palazzi della città appena ricostruiti riportano gravi danni equiparabili alle devastazioni provocate dagli eventi tellurici.
Primati della Chiesa messinese:
- I secolo d.C., La missiva consegnata agli ambasciatori messinesi, sancisce il più antico legame fra la città, conseguentemente dell'isola, con la Vergine Maria. In essa, Maria madre di Gesù, rivolge il suo personale messaggio alla comunità cristiana cittadina. Evento immediatamente supportato dai transiti in terra sicula degli apostoli Pietro e Paolo.
- 541, Le vicende di Placido, Gordiano, Flavia, Eutichio, Vittorino e compagni, seguaci di San Benedetto, pongono la città ad essere sede del primo monastero dell'Ordine benedettino in Sicilia, secondo nella penisola italiana solo all'Abbazia di Montecassino. Primato in seguito condiviso con la città di Palermo con l'edificazione del grandioso monastero annesso alla celebre cattedrale di Monreale.
- 1113, La città è sede del Gran Priorato dell'Ordine Ospitaliero di San Giovanni di Gerusalemme. Già dopo la riconquista Ruggero I di Sicilia ne aveva fissato la sede.
  - Per svariati secoli Messina è la più grande e potente città, il porto più ricco e strategicamente importante, ad ospitare presso il Gran Priorato esponenti dei Cavalieri Ospitalieri o Cavalieri dell'Ordine dell'Ospedale di San Giovanni di Gerusalemme sulla rotta per la Terra santa.
- 1238c., Seconda culla dell'Ordine carmelitano dopo quella di Terra santa.
- 1523, Dopo l'abbandono di Rodi e la città è sede temporanea del Gran Maestro dell'Ordine di Rodi. L'imperatore Carlo V provvederà alla fortificazione cittadina e della futura capitale dell'arcipelago maltese La Valletta. Il feudo maltese è ceduto all'Ordine per l'insigne scopo preposto per la contropartita simbolica di un falco ammaestrato.
- 1547, La città fu sede del primo Collegio Gesuitico della Compagnia di Gesù, istituzione immediatamente estesa alla città di Palermo.
- 1803, La città fu sede temporanea del Gran Maestro e del Sovrano militare ordine di Malta.

Elenco delle chiese di Messina.

## Chiese attuali
Suddivisione in ordine alfabetico:

### Lettera A
| - Basilica di Sant'Antonio di Padova - Chiesa di Sant'Andrea Apostolo di Scala Ritiro - Chiesa di Sant'Anna a Galati | - Chiesa di Sant'Antonio Abate di Corso Cavour - Chiesa di Sant'Antonio Abate di Gesso - Chiesa di Sant'Antonio Abate di Massa San Giorgio - Chiesa di Sant'Antonio Abate di Santo Stefano Medio |

### Lettera B
| - Chiesa di San Biagio Vescovo e Martire Larderia | - Chiesa di San Biagio Vescovo e Martire Piano Torre (Messina) - Chiesa di San Basilio Magno a San Basilio, frazione di Galati Inferiore |

### Lettera C
| - Chiesa di Santa Caterina di Valverde, - Chiesa di Santa Caterina d'Alessandria di Castanea delle Furie - Chiesa di Santa Caterina d'Alessandria Vergine e Martire corso Garibaldi - Chiesa di San Camillo - Chiesa di San Clemente - Chiesa di San Cosma e Damiano col titolo di Santa Maria del Graffeo | - Chiesa di San Cosma e Damiano di Castanea delle Furie - Chiesa del Sacro Cuore di Gesù e San Pietro Apostolo Spartà - Chiesa della Calispera di Contesse - Grancia dei Padri Certosini di Molino - Sacrario di Cristo Re |

### Lettera D
| - Chiesa di Santa Domenica di Tremestieri | - Chiesa di San Domenico - Chiesa di San Domenico Rodia |

### Lettera E
| - Chiesa di Sant'Elena nel rione «Regina Elena» - Chiesa di Sant'Elia | - Chiesa di Santa Eustochia Smeralda |

### Lettera F
- Cappella della Sacra Famiglia all'Oratorio Santo Stefano di Briga

| - Chiesa della Sacra Famiglia al villaggio C.E.P. - Chiesa di San Francesco d'Assisi all'Immacolata - Chiesa di San Francesco d'Assisi San Licandro | - Chiesa di San Francesco dei Mercanti - Chiesa di San Francesco di Paola - Chiesa di San Filippo d'Agira |

### Lettera G
- Cappella di San Gaetano Santo Stefano Medio

| - Chiesa dei Santi Giorgio e Nicola di Massa San Giorgio - Chiesa dei Santi Giovanni Battista e Maria del Rosario di Castanea - Chiesa del Buon Pastore. - Chiesa di Gesù e Maria di Castanea delle Furie - Chiesa di Gesù e Maria di Gesso - Chiesa di Gesù e Maria del Buonviaggio detta del Ringo - Chiesa di Gesù e Maria delle Trombe Ricostruzione post terremoto, 1918 - Chiesa di Gesù Sacramentato o chiesa di Sant'Orsola di viale Giostra - Chiesa di San Gabriele dell'Addolorata - Chiesa di San Gaetano di Thiene di Santo Stefano Medio - Chiesa di San Giacomo Maggiore - Chiesa di San Giorgio e San Nicola di Massa San Giorgio - Chiesa di San Giorgio di Mili San Pietro - Chiesa di San Giovanni Decollato | - Chiesa di San Giovanni Battista di Massa San Giovanni - Chiesa di San Giovanni di Mili San Pietro - Chiesa di San Giovanni Battista di Santo Stefano di Briga - Chiesa di San Giovanni Battista a San Giovannello - Chiesa di San Giovanni Battista di Castanea delle Furie - Chiesa di San Giovanni Battista e San Giuseppe di Larderia - Chiesa di San Giovanni di Malta, - Chiesa di San Giuliano - Chiesa di San Giuseppe via Battisti - Chiesa di San Giuseppe di Curcuraci - Chiesa di San Giuseppe Santo Stefano di Briga - Chiesa di San Giuseppe Tipoldo - Chiesa di San Giuseppe Antico Tipoldo |

### Lettera I
| - Chiesa di Sant'Isidoro di Santo Stefano Medio |

### Lettera L
| - Chiesa di San Leone - Chiesa di San Luca Evangelista - Chiesa di Santa Lucia di Giampilieri | - Chiesa di Santa Lucia di Massa Santa Lucia - Chiesa di Santa Lucia Vergine e Martire di Santa Lucia sopra Contesse - Chiesa di Santa Lucia Vergine e Martire di Santo Stefano di Briga |

### Lettera M
- Basilica Cattedrale Protometropolitana della Santa Vergine Maria Assunta[20][21][22][23]
- Abbazia cistercense di Santa Maria di Roccamadore Tremestieri

| - Chiesa dei Marinai - Chiesa di San Marco Evangelista Mili - Chiesa di San Matteo - Chiesa di San Mauro di Giampilieri Marina | - Chiesa di San Michele Arcangelo - Chiesa di Santa Margherita - Chiesa di Santa Margherita di Santa Margherita - Chiesa di Santa Marina di Cumia Superiore - Chiesa di Santa Marta |

| - Chiesa del Sacro Cuore Immacolato di Maria Villaggio Paradiso - Chiesa della Madonna Annunziata di Faro Superiore - Chiesa della Madonna Assunta di Faro Superiore - Chiesa della Madonna del Sorriso all'Oasi Curcuraci - Chiesa della Madonna del Tindari di Castanea delle Furie - Chiesa della Madonna della Candelora di Faro Superiore - Chiesa della Madonna della Pace di Contesse - Chiesa della Madonna della Pace - Chiesa della Madonna delle Lacrime Bordonaro - Chiesa della Madonna dell'Itria di Pezzolo - Chiesa della Madonna di Porto Salvo di Galati Marina - Chiesa di Santa Maria di Porto Salvo - Chiesa di Santa Maria di Porto Salvo di villaggio Santa Margherita - Chiesa della Misericordia di Larderia - Chiesa della Santissima Annunziata di Camaro Inferiore - Chiesa della Santissima Annunziata - Chiesa della Santissima Annunziata dei Catalani o di «Castellammare» - Chiesa della Santissima Annunziata di Salice - Chiesa dell'Annunziata di Santo Stefano Medio - Chiesa dell'Immacolata di Ganzirri - Chiesa di Maria Santissima Annunziata di Salice - Chiesa di Maria Santissima Immacolata di Gesso - Chiesa dell'Immacolata Concezione di Ponte Schiavo - Chiesa di Maria Regina degli Apostoli - Chiesa di Santa Maria Addolorata via Natoli - Chiesa di Santa Maria Addolorata Tono - Chiesa di Santa Maria Addolorata Calamona - Chiesa di Santa Maria Addolorata Camaro - Chiesa di Santa Maria Alemanna - Chiesa di Santa Maria Annunziata di Cumia Superiore - Chiesa di Santa Maria Annunziata Cataratti - Chiesa di Santa Maria Annunziata e San Giuseppe piazza Bisconte - Chiesa di Santa Maria Assunta di Faro Superiore - Chiesa di Santa Maria Assunta - Chiesa di Santa Maria Consolata - Chiesa di Santa Maria dei Bianchi viale San Martino - Chiesa di Santa Maria dei Giardini di Santo Stefano Medio - Chiesa di Santa Maria dei Miracoli - Chiesa di Santa Maria dei Miracoli al Papardo - Chiesa di Santa Maria del Carmine - Chiesa di Santa Maria del Carmine di Gesso - Chiesa di Santa Maria del Rosario di Castanea delle Furie - Chiesa di Santa Maria del Tindari di Altolia - Chiesa di Santa Maria del Tindari di Gesso - Chiesa di Santa Maria del Soccorso di Gesso - Chiesa di Santa Maria della Calispera Contesse | - Chiesa di Santa Maria della Consolazione di via Pietro Castelli - Chiesa di Santa Maria della Consolazione di Villaggio Santo - Chiesa di Santa Maria della Contemplazione Paradiso Contemplazione - Chiesa di Santa Maria della Mercede e San Valentino Via Cannizzaro - Chiesa di Santa Maria della Pietà al Monte di Pietà - Chiesa di Santa Maria della Lettera di Galati Marina - Chiesa di Santa Maria della Lettera di Torre Faro - Chiesa di Santa Maria della Luce di Camaro - Chiesa di Santa Maria della Scala - Chiesa di Santa Maria della Speranza all'Oratorio Contrada Bruca - Chiesa di Santa Maria della Valle di Faro Superiore - Chiesa di Santa Maria dell'Arco viale della Libertà - Chiesa di Santa Maria delle Grazie via Consolare Pompea - Chiesa di Santa Maria delle Grazie via Pietro Castelli - Chiesa di Santa Maria delle Grazie di Contrada Baglio - Chiesa di Santa Maria delle Grazie di Bordonaro - Chiesa di Santa Maria delle Grazie di Camaro - Chiesa di Santa Maria delle Grazie di Giampilieri - Chiesa di Santa Maria delle Grazie di Rodia - Chiesa di Santa Maria delle Grazie di Salice - Chiesa di Santa Maria di Gesù di Ritiro Superiore - Chiesa di Santa Maria di Gesù di Ritiro Inferiore - Chiesa di Santa Maria di Gesù di via Catania a Provinciale - Chiesa di Santa Maria di Loreto di Gazzi - Chiesa di Santa Maria di Loreto di Pezzolo - Chiesa di Santa Maria di Mili San Pietro - Chiesa di Santa Maria di Montalto Orto Liuzzo - Chiesa di Santa Maria di Montevergine - Chiesa di Santa Maria di Pompei viale Regina Margherita - Chiesa di Santa Maria Immacolata di Contesse - Chiesa di Santa Maria Immacolata di Gesso - Chiesa di Santa Maria Immacolata via consolare Valeria - Chiesa di Santa Maria Incoronata di Camaro - Chiesa di Santa Maria la Nova - Chiesa di Santa Maria la Scala e San Biagio di Molino - Chiesa di Santa Maria Madre della Chiesa Santa Margherita - Chiesa di Santa Maria Odegitria Zafferia - Eremo Santa Maria delle Grazie Altolia - Chiesa di Stella Maris - Santuario della Madonna della Guardia - Santuario della Madonna della Vena di Santo Stefano di Briga - Santuario della Madonna di Dinnammare di Larderia - Santuario della Madonna di Montalto - Santuario della Madonna di Lourdes |

### Lettera N
| - Chiesa di San Nicola di Bari via Consolare Valeria - Chiesa di San Nicola di Bari di Briga Superiore - Chiesa di San Nicola di Bari di Bordonaro - Chiesa di San Nicola di Bari di Ganzirri - Chiesa di San Nicola di Bari di Giampilieri Superiore - Chiesa di San Nicola di Bari di Massa San Giorgio - Chiesa di San Nicola di Bari di Pezzolo - Chiesa di San Nicola di Bari di San Filippo Superiore - Chiesa di San Nicola di Bari di Santo Stefano Medio | - Chiesa di San Nicola di Bari Antico di Zafferia - Chiesa di San Nicola o delle Anime del Purgatorio di Mili San Pietro - Chiesa di San Nicolò dei Gentiluomini - Chiesa di San Nicolò dei Greci presso il Teatro Vittorio Emanuele II - Chiesa di San Nicolò all'Arcivescovado - Chiesa di San Nicolò di Bari di Gazzi - Chiesa di San Nicolò di Bari di Pistunina, riedificazione di luogo di culto - Chiesa di San Nicolò di Bari di Zafferia, riedificazione di luogo di culto |

### Lettera O
- Chiesa di Sant'Orsola o chiesa di Gesù Sacramentato di viale Giostra
- Oratorio di Nostra Signora della Pace dei Bianchi
- Oratorio della Madonna delle Grazie Santo Stefano Medio

### Lettera P
- Eremo di San Pantaleone Bordonaro

| - Chiesa dei Santi Pietro e Paolo - Chiesa del Nuovo Oratorio della Pace - Chiesa di San Paolino Vescovo o di «Santa Rita» - Chiesa di San Paolino Vescovo Antico Mili Marina - Chiesa di San Paolo Apostolo di Briga Marina - Chiesa di San Paolo Apostolo Antico di Briga Marina - Chiesa di San Paolo Apostolo di Camaro Inferiore | - Chiesa di San Paolo degli Infermi di Briga Superiore - Chiesa di San Pietro Apostolo di Mili San Pietro - Chiesa di San Pietro Apostolo di Acqualadroni - Chiesa di San Pietro Apostolo Antico di Acqualadroni - Chiesa di San Pio X Villaggio Aldisio - Chiesa di San Placido Martire |

### Lettera R
| - Chiesa del Santissimo Redentore Montepiselli - Chiesa del Santissimo Rosario di Castanea delle Furie, | - Chiesa di San Rocco di Santo Stefano di Briga - Chiesa di Santa Rosalia di Castanea delle Furie |

### Lettera S
- Concattedrale del Santissimo Salvatore

| Chiesa di San Saba a San Saba (Messina) - Chiesa di San Saba Antico San Saba - Chiesa del Santissimo Salvatore Villaggio Aldisio - Chiesa dello Spirito Santo, - Chiesa di San Sebastiano Martire di Larderia - Chiesa di San Sebastiano Martire Santa Margherita - Chiesa di Santo Stefano | - Chiesa di Santo Stefano o Immacolatella o Briculo di Santo Stefano di Briga - Chiesa di Santo Stefano Juniore di Salice - Chiesa di Santo Stefano di Santo Stefano Medio - Chiesa di Santo Stefano Iussiore - Santuario di San Sostene martire di Mili San Pietro |

- Eremo di San Silvestro Papa e Martire di Gazzi

### Lettera T
| - Chiesa di San Tommaso Apostolo il Vecchio | - Chiesa di Santa Teresa del Bambino Gesù |

## Elenco complessivo
Itinerario storico artistico preterremoto redatto da Giovanna Power:
| - Chiesa di San Giuseppe - Chiesa della Candelora - Chiesa di Santa Chiara - Chiesa di Sant'Omobono - Chiesa dei Santi Elena e Costantino - Chiesa di Sant'Elia - Chiesa di Sant'Angelo dei Rossi - Chiesa di Santa Caterina di Valverde - Chiesa di San Filippo Neri - Chiesa della Santissima Trinità - Chiesa di San Bartolomeo - Chiesa della Madonna dell'Indirizzo - Chiesa della Madonna di Lampedusa - Chiesa di Santa Maria Maddalena - Chiesa della Santissima Annunziata alla Zaera - Chiesa di Gesù e Maria del Selciato - Chiesa di San Paolino - Chiesa dello Spirito Santo - Chiesa dei Santi Euno e Giuliano - Chiesa di Santa Cecilia - Chiesa di Santa Lucia - Chiesa di Santa Maria della Pietà - Chiesa di Santa Barbara - Chiesa di San Michele - Chiesa di San Lorenzo - Chiesa di Gesù e Maria delle Trombe - Chiesa delle Vergini Reparate - Chiesa di San Cosmo dei Medici - Chiesa di Sant'Anna - Chiesa di Sant'Anna all'Università - Chiesa dell'Addolorata al Corso - Chiesa di Santa Febronia - Chiesa del Carmine - Chiesa di Sant'Agata - Basilica cattedrale metropolitana di Santa Maria Assunta in Cielo - Chiesa di San Giacomo - Chiesa dell'Annunziata dei Catalani - Chiesa delle Anime del Purgatorio | - Chiesa di San Giovanni Battista dei Fiorentini - Chiesa di Santa Maria del Graffeo - Chiesa di San Nicolò dei Gentiluomini - Chiesa di San Domenico - Chiesa di San Francesco dei Mercanti - Chiesa di San Gregorio - Chiesa di Santa Maria di Basicò - Chiesa di Montalto - Chiesa di Sant'Agostino - Chiesa di San Dionigi Aeropagita - Chiesa di San Gioacchino - Chiesa dei Crociferi - Chiesa della Santissima Annunziata dei Teatini - Chiesa della Pace - Chiesa di Santa Caterina de' Bottegai - Chiesa di Montevergine - Chiesa di San Paolo - Chiesa di San Michele - Chiesa di Santa Maria la Scala - Chiesa di San Giovanni Decollato - Chiesa di San Francesco d'Assisi - Chiesa di Sant'Andrea Avellino - Chiesa di San Giovanni di Malta - Chiesa di San Matteo della Gloria - Chiesa di San Liberale - Chiesa della Santissima Annunziata - Chiesa dei Cappuccini - Chiesa di Santa Maria di Gesù Inferiore - Chiesa di Santa Maria di Gesù Superiore - Chiesa di Sant'Orsola - Chiesa di Santa Maria della Valle - Chiesa di Santa Maria di Portosalvo - Chiesa di San Francesco di Paola - Chiesa di Gesù e Maria del Buonviaggio al Ringo - Chiesa del Santissimo Salvatore di «Piana dei Greci» - Eremo di San Nicolicchia - Chiesa di Santa Maria della Grotta |

## Cappelle Palatine e Reali
- Chiesa di San Giovanni Evangelista
- Chiesa di San Giovanni di Malta
- Cappella Reale di San Francesco all'Immacolata Carlo V 1535
- Cappella Reale di Santa Maria della Valle Federico II di Svevia 1200
- Cappella Reale della Santissima Annunziata dei Catalani
- Cappella Reale di Santa Chiara Federico III d'Aragona 1311

## Case
- Casa dei Padri Minoriti sotto il titolo di Sant'Agata al «Duomo»[53]
- Casa dei Padri basiliani di San Girolamo[46]
- Casa Professa dei Padri Gesuiti della Compagnia di Gesù presso la chiesa di San Nicolò dei Gentiluomini[54]
- Casa di Sant'Angelo dei Rossi adiacente al Monastero di Santa Caterina in Valverde[55]
- Casa Religiosa di San Filippo Neri presso la Chiesa di San Filippo Neri alla «Giudecca»[53]
- Casa Religiosa dei Teatini sotto il titolo di Santa Maria dell'Annunziata sulla «Strada dell'Uccellatore»[56]
- Casa Religiosa dei Teatini sotto il titolo di Sant'Andrea Avellino presso «Piazza San Giovanni di Malta»[56]
- Casa Religiosa dei Crociferi in «Piazza Ferdinanda»[56]
- Casa dei Fanciulli dispersi sotto il titolo di «Nostra Signora della Lettera»

## Collegi
- Collegio dei Gesuiti e chiesa di San Giovanni Battista della Compagnia di Gesù[14]
- Collegio dei Gesuiti e chiesa di San Nicola al Corso della Compagnia di Gesù[57]
- Collegio dei Teatini sotto il titolo di Santa Maria dell'Annunziata sulla «Strada dell'Uccellatore»[56]
- Collegio di San Francesco Saverio divenuto Convitto per la Bassa Gente[34]
- Collegio di Santa Maria sulla strada di «Buonfratelli»[58],[55]
- Collegio Real Carolino[59]
- Collegio delle Arti sul piano «San Giovanni di Malta»[59]
- Collegio Reale delle Scuole Pie sulla strada «Santa Maria la Porta»[59]
- Seminario di Santa Maria della Lettera sulla strada della «Giudecca»[55]
- Seminari dei Chierici[55]

## Commende e Priorati
- Archimandritato del Santissimo Salvatore
- Commenda dei Cavalieri Templari presso il monastero e chiesa di Santa Maria Maddalena di Valle Giosafat
- Commenda di Santa Maria La Latina
- Priorato di Santa Croce primitiva sede
- Priorato di Santa Croce riedificazione
- Priorato di Santa Maria Alemanna
- Gran Priorato Gerosolimitano presso la chiesa di San Giovanni di Malta. Nel 1806 sede del Gran Maestro e dell'Ordine dei Cavalieri di Malta.
- Priorato dei Cavalieri Templari
- Priorato di Santa Caterina dei Greci
- Priorato di Santa Maria La Latina

## Compagnie
- Compagnia dei Bianchi
- Compagnia di San Francesco dei Mercanti
- Compagnia di San Giuseppe al palazzo

## Confraternite
- Arciconfraternita di Nostra Signora del Santissimo Rosario sotto il titolo della Pace e dei Bianchi.
- Arciconfraternita di Nostra Signora del Rosario dei Santissimi Apostoli Simone e Giuda.
- Confraternita dei Bianchi.
- Confraternita del Santissimo Crocifisso Il Ritrovato.
- Confraternita del Santissimo Sacramento[60]
- Confraternita dei Cavalieri del Santo Sepolcro della chiesa di Santa Croce.
- Arciconfraternita degli Azzurri con sede presso la chiesa di Sant'Angelo dei Rossi.[5]
- Confraternita degli Schiavi della Madonna della Lettera.
- Confraternita della Madonna della Lettera dei Macellai presso il Baluardo di San Bartolomeo.
- Confraternita di San Cristoforo sotto il titolo della Madonna della Sacra Lettera presso la chiesa di San Cristoforo esistente tra il monastero di Montevergine e l'attuale chiesa di Sant'Antonio Abate detta anche della Santissima Annunziata.
- Congregazione della Madonna della Lettera al Borgo San Leone presso la chiesa di Santa Maria dell'Arco.
- Confraternita di San Nicola dei Greci di Messina.
- Confraternita dei Marinai con sede presso la chiesa della Beata Vergine di Porto Salvo.[61]
- Confraternita di Santa Marina dei Greci di Messina.
- Confraternita dei Disciplinanti dei Greci di Messina con sede presso la chiesa di San Paolo.[50]
- Confraternita dei Tintori con sede presso la chiesa di San Liberale[61]
- Confraternita degli staffieri e palafreneri con sede presso la chiesa di San Biagio[27]
- Confraternita della Candelora o dei «Verdi» con sede presso la chiesa della Candelora ex chiesa dell'Intemerata esistente al tempo del Gran Conte Ruggero 1058[62]
- Confraternita di Sant'Omobono dei Sarti[63]
- Confraternita degli Orefici e degli Argentieri con sede presso la chiesa dei Santi Costantino e Elena dei Greci di Messina[63]
- Confraternita dei Pescatori con sede presso la chiesa di Sant'Andrea[64]
- Confraternita dei Barbieri con sede presso la chiesa dell'Alto Basso[65]
- Confraternita di San Giacomo con sede presso la chiesa della Santissima Annunziata dei Padri Teatini[66]
- Confraternita di Nostra Signora della Grazia con sede presso la chiesa della Santissima Annunziata dei Padri Teatini[66]
- Confraternita della Natività dei Forensi con sede presso la chiesa della Santissima Annunziata dei Padri Teatini[66]
- Confraternita di Santa Maria la Nova dei bottegai di frutta, con sede presso la chiesa di Gesù e Maria in San Leo[61]
- Confraternita dei legnaiuoli sotto il titolo «San Giuseppe», con sede primitiva nei pressi del «Palazzo Reale». Attuale sede presso la chiesa di San Giuseppe di via «Cesare Battisti».
- Confraternita della Madonna della Luce
- Confraternita degli «Azzurri»
- Confraternita dei sartori di marina o gipponari
- Arciconfraternita della Santissima Trinità dei Pellegrini
- Confraternita di Sant'Elia dei Disciplinanti
- Confraternita di San Placido
- Confraternita dei Gentiluomini
- Confraternita di San Francesco dei Mercanti
- Congregazione di Gesù e Maria fondata presso la chiesa del Santissimo Nome di Gesù del 1599c. Confraternite di Gesù e Maria:
  - Confraternita di Gesù e Maria di San Giovanni;
  - Confraternita di Gesù e Maria degli Argentieri;
  - Confraternita di Gesù e Maria di San Leone;
  - Confraternita di Gesù e Maria delle Trombe;
  - Confraternita di Gesù e Maria del Selciato;
  - Confraternita di Gesù e Maria di Terranova;
  - Confraternita di Gesù e Maria della Vittoria;
  - Confraternita di Gesù e Maria del Buonviaggio al Ringo.
- Confraternita di Tutti i Santi
- Confraternita di Sant'Antonio di Padova attestata presso la primitiva chiesa di Sant'Orsola primo quarto del XIV secolo
- Confraternita della Madonna del Parto

## Congregazioni
- Congregazione dei Medici con sede presso la Chiesa dei Santi Cosma e Damiano[67]
- Congregazione della Madonna della Pietà con sede presso la Chiesa della Madonna della Pietà[68]
- Congregazione della Nascita della Vergine Santissima
- Congregazione di San Giacomo Apostolo
- Congregazione dei Nobili
- Congregazione del Santissimo Rosario
- Congregazione sotto l'Oratorio dei Cavalieri
- Congregazione sotto il titolo degli «Schiavi della Madonna»
- Congregazione di San Filippo Neri
- Congregazione di Santa Maria della Consolazione
- Congregazione delle Sante Anime del Purgatorio
- Congregazione di Gesù e Maria fondata presso la chiesa di Santa Maria del Dromo, rinominata in chiesa del Santissimo Nome di Gesù.
- Congregazione delle Ancelle Riparatrici del Sacro Cuore di Gesù (2 febbraio 1916) attestata presso la chiesa di Gesù Sacramentato o chiesa di Sant'Orsola di viale Giostra

## Conservatori
- Conservatorio delle Vergini Reparate[15]
- Conservatorio delle Vergini Reparate a «Montevergine»
- Conservatorio di Santa Elisabetta dirimpetto al Monastero di San Michele[26],[69]
- Conservatorio di Santa Maria dell'Allegrezza[26]
- Conservatorio di Santa Maria della Concezione ai «Gentiluomini» retto dal Terzo ordine regolare di San Francesco[26],[69]
- Conservatorio di Santa Caterina da Siena alla «Rocca Guelfonia», retto secondo la regola delle Terziarie di San Domenico, eretto dai «Cavalieri della Compagnia della Pace»[69][70]
- Conservatorio di Santa Teresa[71]
- Conservatorio di Santa Pelagia[69]
- Conservatorio di Sant'Angelo dei Rossi prossimo al Monastero di Santa Caterina in Valverde, retto secondo la regola delle Terziarie di San Domenico[69]
- Conservatorio di Santa Maria Maddalena prossimo al Monte di Pietà, retto dall'Arciconfraternita degli Azzurri[69]

## Conventi
Elenco:
- Convento del Carmine
- Convento di San Francesco d'Assisi
- Convento di San Francesco d'Assisi all'Immacolata[9]
- Convento di San Francesco di Paola di Gesso
- Convento di Santa Maria di Porto Salvo[28]
- Convento dei Cappuccini di Gesso
- Convento di San Domenico sulla «Strada dell'Uccellatore»[73] presso le attuali Poste Centrali[74]
- Convento dei frati Eremitani presso la Chiesa di Sant'Agostino[75]
- Convento di Santa Maria di Gesù[76]
- Convento dei Mercenari sotto il titolo di San Carlo a Palazzo Reale[53]
- Convento dei Carmelitani sotto il titolo di Santa Maria del Carmelo in «Contrada Pozzoleone»[77]
- Convento dei Carmelitani sotto il titolo di "Monte Santo" alla «Carrubara»[77]
- Convento degli Agostiniani Scalzi sotto il titolo dell'Annunciata in «Porta di Borgo della Zaera»[74]
- Convento degli Agostiniani Scalzi sotto il titolo di Santa Restituta nel «Piano Torrenova»
- Convento degli Agostiniani Scalzi sotto il titolo di Santa Restituta nel «Castello di Mata e Grifone»[74]
- Convento degli Agostiniani Calzi sotto il titolo dell'Sant'Agostino al «Colle di Santa Maria dell'Alto»[74]
- Convento dei Francescani del Terz'ordine sotto il titolo di Sant'Anna presso l'«Ospedale Grande»[78],[74]
- Convento dei Conventuali sotto il titolo di Sant'Antonio da Padova (Vicario) a «Porta Bozzetta»[79]
- Convento dei Teresiani sotto il titolo di Santa Maria della Grazia a «Porta Real Alta»[79]
- Convento di Santa Maria di Gesù Inferiore a «Borgo San Leo» ricostruzione a valle del precedente per opera dei dell'Ordine dei Minori Osservanti di San Francesco d'Assisi[80],[79]
- Convento di Santa Maria di Gesù Superiore primitivo luogo di culto fondato dall'Ordine francescano[81],[79]
- Convento dei Cappuccini e Chiesa dei Cappuccini in «Borgo San Leo»[82],[79]
- Convento dei Riformati sotto il titolo di Porto Salvo, fuori «Porta Real Bassa»[79]
- Convento dei Paolotti sotto il titolo di San Francesco di Paola, a «Capo Peloro»[79]

### Corporazioni religiose soppresse
Fra parentesi le date di costituzione e di soppressione della corporazione.
- Convento dei Santi Pietro e Paolo di Forza d'Agrò retto dai Basiliani (XVII – XVIII secolo)
- Convento del Carmine retto dai Carmelitani XVI – XVIII secolo (trasferimenti nelle diverse sedi)
- Convento del Santo Sepolcro detto di «San Francesco di Paola» (1503 – XVIII secolo)
- Convento di San Camillo dei Crociferi retto dai Camilliani (XVI – XVIII secolo)
- Convento di San Domenico retto dai Predicatori (XVI – XIX secolo)
- Convento di San Filippo il Grande retto dai Basiliani (1691 – 1756)
- Convento di San Francesco retto dai Frati Minori (XVII secolo – 1839)
- Convento di San Pantaleo retto dai Basiliani 1802
- Convento di San Placido Calonerò sotto titolo di «Santa Maria Maddalena» retto dai Benedettini (1453 – XIX secolo)
- Convento di Sant'Agata retto dai Minoriti (XVI – XIX secolo)
- Convento di Sant'Andrea di Avellino retto dai Teatini (1731 – 1832)
- Convento di Santa Maria de Austro retto dai Basiliani (XVI – XVIII secolo)
- Convento di Santa Maria di Gesù Inferiore retto dai Minori osservanti (1816 – 1851)
- Convento di Santa Maria la Concezione retto dai Cappuccini (XVIII secolo – 1866)
- Convento di Santa Maria la Misericordia sotto titolo di «Sant'Anna» retto dai Frati Minori (1669 – 1866)
- Gran Priorato dei Cavalieri Gerosolimitani (1765 – 1839)
- Convento di San Girolamo

## Eremi
- Eremo di San Placido il Vecchio di Briga Superiore

## Monasteri
Elenco:

### Femminili
- Monastero francescano della Concezione sul piano «San Giovanni di Malta»[34],[84]
- Monastero benedettino di Santa Maria della Scala e Chiesa di Santa Maria della Scala di «Porta della Bozzetta»[26],[84]
- Monastero benedettino di San Michele di «Rocca Guelfonia»[84]
- Monastero benedettino di San Paolo di «Rocca Guelfonia» presso la Chiesa di San Paolo sede della Confraternita dei Disciplinanti[50],[84]
- Monastero delle clarisse di Santa Maria Montevergine sotto «Rocca Guelfonia» fondato da Eustochia Smeralda Calafato dell'Ordine dei Frati Minori di Sicilia secondo la regola di Santa Chiara[42],[84]
- Monastero di Santa Chiara presso il Palazzo Reale edificato da Federico II di Svevia[85],[69]
- Monastero francescano di Santa Chiara di Basicò sotto il colle «Santa Maria dell'Alto»[65],[86]
- Monastero cistercense di Santa Maria dell'Alto 1295 sul «Monte della Capparina» secondo la regola di San Bernardo[44],[84]
- Monastero basiliano di San Gregorio Magno di Gesso, luogo di culto documentato.
- Monastero benedettino di San Gregorio Magno sul «Monte della Capparina», fondato da Papa Gregorio I e potenziato dal Gran Conte Ruggero[87],[86]
- Monastero benedettino di Sant'Anna di Galati Inferiore[88]
- Monastero di Sant'Anna ai «Gentilmeni», in successione sotto la regola di San Basilio di rito greco, Sant'Agostino e San Bernardo.[89]
- Monastero di Santa Teresa d'Avila sulla «Strada dei Gentilmeni», sotto la regola di Santa Teresa d'Avila[15],[89]
- Monastero di Santa Barbara già Monastero di Santa Maria di Malfinò ai piedi di «Monte Tirone», sotto la regola di San Basilio di rito greco, in seguito di San Benedetto di rito latino[68],[89]
- Monastero dello Spirito Santo a «Porta Imperiale» sotto la regola di San Bernardo[49],[89]
- Monastero di Santa Caterina in Valverde sotto la regola di Sant'Agostino, presso l'omonima chiesa[5],[89]
- Monastero di Sant'Elia dirimpetto il Monastero di Santa Caterina in Valverde retto secondo la regola di Sant'Agostino[5],[89]
- Monastero basiliano del Santissimo Salvatore detto «Philantropos» o Monastero basiliano del Salvatore dei Miseri e Chiesa del Salvatore dei Miseri[13] ricostruzione del Gran Conte Ruggero, in seguito retto dai Padri Carmelitani[89]
- Monastero di Santa Maria degli Angeli[69]
- Monastero della Badia di Gesso
- Monastero di Santa Maria della Bagnara di Messina[25]
- Monastero di Santa Maria di Malfinò di Messina[90]
- Monastero di Santa Croce
- Monastero di Santa Maria del Riposo
- Monastero di San Giovanni Battista Podromo dei Greci
- Monastero di Santa Maria di Basicò

### Maschili
- Monastero di San Placido
- Monastero dei Cirstercensi sulla «Strada dell'Uccellatore»[91]
- Monastero benedettino di Santa Maria Maddalena di Valle Giosafat col Monastero benedettino di San Placido Calonerò costituiva il Gran Priorato messinese di Santa Maria Maddalena[92][93]
- Monastero benedettino sulla lingua di San Ranieri vicino al Baluardo di San Giorgio
- Monastero basiliano dei Santi Pietro e Paolo nella «Strada D'Austria»[53]
- Monastero basiliano del Santissimo Salvatore di «Lingua Phari»
- Monastero basiliano di San Salvatore sotto il titolo del Santissimo Salvatore dei Greci di «Spiaggia Peloro» o «Piana dei Greci»[94][95]
- Monastero basiliano di San Biagio di Gesso, luogo di culto documentato.
- Monastero basiliano di San Giorgio di Massa San Giorgio, luogo di culto documentato
- Monastero basiliano di San Nicola di Bari di Gesso, luogo di culto documentato.
- Monastero basiliano di San Nicola di Zafferia
- Monastero basiliano di Santo Stefano di Santo Stefano di Briga
- Monastero benedettino di San Clemente
- Monastero di San Filippo il Grande o San Filippo d'Agira (San Filippo d'Argirò) o San Filippo Siriaco
- Monastero benedettino di San Luigi Calonerò primitiva sede del Monastero benedettino di San Placido Calonerò[48]
- Monastero benedettino di San Placido Calonerò o Monastero di San Placido il Vecchio o Monastero di San Placido in Silvis circoscrizione di Ponte Schiavo[48]
- Monastero di San Salvatore di Bordonaro
- Monastero di Santa Maria della Valle di Ritiro
- Monastero di Santo Stefano Juniore di Salice, luogo di culto donato da Ruggero II all'Archimandridato del Santissimo Salvatore dei Greci
- Monastero di Santa Maria di Bordonaro
- Monastero di Santa Maria della Moniali
- Monastero di San Domenico
- Monastero di San Francesco
- Monastero di Santa Maria della Vittoria
- Monastero dell'Ascensione derivato in Badia e Chiesa di San Michele[26]
- Monastero della Misericordia derivato in Badia e Chiesa di San Michele[26]

#### Corporazioni religiose soppresse
Fra parentesi le date di costituzione e di soppressione della corporazione.
- Monastero della Concezione e dei Santi Carlo e Vincenzo Ferreri detto di «Santa Teresa ai Gentilmeni» retto dalle Teresiane (XVII - XIX secolo)
- Monastero di San Gregorio retto dalle Basiliane (XVI secolo – 1866)
- Monastero di San Michele detto anche dell'«Ascensione» retto dalle Benedettine (XVI – XVIII secolo)
- Monastero di San Paolo retto dalle Benedettine (XVI – XVIII secolo)
- Monastero di Santa Caterina Valverde retto dalle Agostiniane (XVI – XVIII secolo)
- Monastero di Santa Chiara retto dalle Clarisse (1604 – 1783)
- Monastero di Santa Maria degli Angeli detto di «Montevergine» retto dalle Francescane (1716 – 1858)
- Monastero di Santa Maria dell'Alto retto dai Cistercensi (1733 – 1866)
- Monastero di Santa Maria della Scala retto dalle Benedettine (1168 – 1770)

## Noviziati
- Noviziato dei Gesuiti presso la chiesa di San Nicolò dei Gentiluomini

## Monti di Pietà
- Monte di Pietà sulla «Strada dei Monasteri»[96]
- Monte di Sant'Angelo dei Rossi sul piano della Chiesa di Santa Caterina in Valverde[96]
- Monte di Santa Maria della Lettera sulla «Strada della Zecca»[96]

## Oratori
| - Oratorio di Sant'Agata - Oratorio dell'Agonia detto dei «Santi Quaranta» - Oratorio di Sant'Andrea - Oratorio di Sant'Angelo dei Rossi - Oratorio dell'Annunciata - Oratorio di Sant'Antonio di Padova - Oratorio di San Biagio - Oratorio di Santa Cecilia - Oratorio di San Cataldo - Oratorio della Concezione - Oratorio dei Santi Cosma e Damiano presso il convento di San Domenico - Oratorio di San Crispino - Oratorio di San Cristoforo - Oratorio di San Demetrio - Oratorio di San Dionigi - Oratorio di San Domenica - Oratorio di Sant'Elena - Oratorio della Santa Famiglia di Santo Stefano di Briga - Oratorio di San Filippo e San Giacomo - Oratorio di San Filippo Neri - Oratorio di San Francesco d'Assisi all'Immacolata - Oratorio di San Francesco dei Mercadanti - Oratorio di San Gallo - Oratorio di San Giorgio dei Genovesi presso il convento di San Domenico - Oratorio di San Giovanni Evangelista | - Oratorio di San Giuseppe - Oratorio della Maddalena - Oratorio di Santa Maria del Piliere - Oratorio di Santa Maria dell'Alto - Oratorio di Santa Maria dell'Arco - Oratorio di Santa Maria dell'Itria - Oratorio di Santa Maria delle Gravidelle - Oratorio di Santa Maria delle Grazie di San Ranieri - Oratorio di Santa Maria della Mercede - Oratorio di Santa Maria della Porta - Oratorio di Santa Maria Scala Cœli - Oratorio di Sant'Onofrio - Oratorio di Sant'Orsola presso il convento di San Domenico - Oratorio della Pace - Nuovo Oratorio della Pace - Oratorio di San Paolo - Oratorio del Pelagallo - Oratorio di Santa Pelagia - Oratorio di San Pantaleone - Oratorio dei Preti sotto il titolo di San Gioacchino sulla «Strada dell'Uccellatore» - Oratorio di Santo Stefano - Oratorio della Santissima Trinità - Oratorio di San Vito - Oratorio delle Madri |

- Oratorio Salesiano San Domenico Savio
- Oratorio dei Bianchi
- Oratorio di San Rocco[100]

## Ordini
- Ordine militare della Stella
- Ordine equestre del Santo Sepolcro di Gerusalemme documentato presso la chiesa di Santa Croce

## Orfanotrofi
- Orfanotrofio dei dispersi

## Ospedali
L'Ospedale Civico, Grande e Nuovo, sotto il titolo di «Santa Maria della Pietà» distrutto dal terremoto di Messina del 1908, sorgeva nell'area dell'attuale Tribunale (Palazzo Piacentini) e chiesa del Carmelo. Le strutture includevano la chiesa di Santa Maria della Pietà.
Aggregava:
- Ospedale del Priorato dei Cavalieri Gerosolimitani sotto il titolo di «San Giovanni Battista» o dei Cavalieri ospitalieri o Cavalieri dell'Ordine dell'Ospedale di San Giovanni di Gerusalemme o Ospizio degli Amalfitani.
- Ospedale del Priorato dei Cavalieri Templari sotto il titolo della «Madonna dei Bianchi»[8][103][104] o di Santa Maria dei Bianchi presso la chiesa di San Marco Evangelista[105] ubicata sull'area dell'attuale Palazzo della Provincia.[106]
- Ospedale del Priorato dei Cavalieri Teutonici sotto il titolo di «Santa Maria Alemanna».[92]
- Ospedale di Sant'Angelo alla Caperrina.
- Ospedale di San Michele alla Caperrina 1330.
- Ospedale di San Paolo alla Caperrina.
- Ospedale dello Sperone sotto il titolo di «San Clemente». Istituzione già aggregata da Ferdinando II d'Aragona il Cattolico all'Ospedale di San Michele alla Caperrina.
- Ospedale dei Lebbrosi sotto il titolo di «Sant'Agata» o l'antico.
- Ospedale di Santa Maria dell'Accomandata presso chiesa di Santa Maria l'Accomandata.[107]
- Ospedale di Santa Maria della Carità a Rocca Guelfonia.
- Ospedale di Santa Maria di Roga Deo o di Tutti i Santi presso la chiesa di Sant'Antonio Abate a Porta di Giano.
- Ospedale di Santa Elisabetta Regina derivato in Ospedale dei Buonfratelli o Fatebenefratelli dell'Ordine ospedaliero di San Giovanni di Dio.
- Ospedale dei Trovatelli o degli Esposti all'Annunziata di Castellammare.
- Ospedale della Madonna di Monserrato 1424.
- Ospedale dei Pellegrini sotto il titolo della «Santissima Trinità» presso la chiesa di San Cosma e Damiano.

Altre strutture ospedaliere:
- Ospedale di San Giovanni
- Ospedale di Niccolò Coscia 1469.
- Ospedale di Santa Maria del Corso.
- Ospedale di San Paolo delle donne infette fuori città a meridione.
- Ospedale di San Leonardo documentato nel 1347.
- Ospedale dei Preti sotto il titolo di «San Pietro» presso il Palazzo Arcivescovile.
- Ospedale del Priorato dei Cavalieri Teutonici presso la chiesa di Sant'Angelo dei Rossi[36]
- Ospedale per gli Storpi 1827.

- Lazzaretto di Messina.
- Lazzaretto presso la chiesa di Santa Maria di Gesù di Ritiro superiore.
- Lebbrosario di Sant'Agata sulla Marina del Faro o Ospedale di Sant'Agata dei Lebbrosi o Casa degli Infetti per uomini, ubicato fuori città a settentrione, esistente fin dal XII secolo e gestito dall'Ordine militare e ospitaliero di San Lazzaro.
- Lebbrosario di San Lazzaro per le donne infette di Briga Marina dipendente dal monastero di San Placido Calonerò dell'Ordine benedettino.

## Ospizi
- Ospizio degli Amalfitani o Ospedale di San Giovanni

## Reclusori
- Reclusorio delle Vergini Riparate[108]
- Reclusorio del Rifugio
- Reclusorio di Santa Elisabetta
- Reclusorio di Santa Caterina da Siena
- Reclusorio di Santa Maria Maddalena[42]
- Reclusorio delle Ree pentite

## Scuole
- Scuole Lancasteriane
- Scuola del Priorato

## Moschee
- Moschea derivata dalla temporanea trasformazione della Basilica Cattedrale Protometropolitana della Santa Vergine Maria Assunta
- Moschea derivata dalla temporanea trasformazione della Chiesa della Santissima Annunziata dei Catalani

## Sinagoghe
- Sinagoga trasformata in Chiesa di San Filippo Neri
- Sinagoga trasformata in Real cappella della Vergine della Candelaia

## Chiese scomparse
- Cappella Palatina di San Giovanni Evangelista del Palazzo Reale[85]
- Chiesa di San Leone primitiva sede dell'Ordine dei Frati Minori
- Chiesa di Santa Maria Maddalena di Valle Giosafat[7]
- Abbazia di San Pietro di Galati Inferiore
- Abbazia di Santa Maria di Roccamadore di Tremestieri
- Badia basiliana di San Teotisto di Cumia
- Chiesa baracca della Madonna del Carmine
- Chiesa dei padri Somaschi
- Chiesa dei Santi Pietro e Paolo
- Chiesa dei Santi Cosma e Damiano[67]
- Chiesa dei Santi Cosma e Damiano
- Chiesa della Madonna Addolorata a Tono
- Chiesa della Madonna Annunziata di Faro Superiore poi intitolata alla Madonna delle Grazie
- Chiesa della Madonna dei Miracoli nella fiumara Papardo
- Chiesa della Madonna della Candelora di Faro Superiore
- Chiesa della Madonna della Candelora anticamente Chiesa della Intemerata[109]
- Chiesa della Madonna della Guardia
- Chiesa della Madonna della Pietà divenuta Chiesa della Natività[68]
- Chiesa della Santissima Annunziata
- Chiesa delle Anime del Purgatorio[110]
- Chiesa di San Domenico
- Chiesa di San Filippo Neri[64]
- Primitiva Chiesa di San Gregorio[87]
- Chiesa di San Gregorio[87],[7]
- Chiesa di San Leonardo[25]
- Chiesa di San Liberale[61]
- Chiesa di San Pietro dei Pisani o Chiesa dei Padri Crociferi[66]
- Chiesa di San Rocco di Massa Santa Lucia
- Chiesa di San Rocco di Messina[87]
- Chiesa di San Rocco di Faro Superiore
- Chiesa di Sant'Andrea[64]
- Chiesa di Santa Chiara edificata da Federico II di Svevia[85]
- Chiesa di Santa Croce di Messina, chiesa e cenobio costituivano l'antico Priorato dell'Ordine Equestre del Santo Sepolcro di Gerusalemme in Sicilia XII secolo. Col Priorato di Sant'Andrea di Piazza Armerina è sede dei canonici regolari di Sant'Agostino unita poi al monastero del Santo Sepolcro in Gerusalemme. Sede dei Cavalieri del Santo Sepolcro e dell'omonima confraternita, nel 1537 durante la fortificazione della città è riedificata col medesimo titolo, aggregata alla Chiesa di Santa Croce della città di Mineo e alla chiesa della Beata Vergine dell'Accomandata di Messina, componenti del Priorato.[111]
- Chiesa di Santa Croce di Messina, chiesa e cenobio 1537, riedificazione del preesistente luogo di culto col medesimo titolo[34]
- Chiesa di Santa Elisabetta Regina del Portogallo e Ospedale di Santa Elisabetta Regina derivato in Ospedale dei Buonfratelli o Fatebenefratelli dell'Ordine ospedaliero di San Giovanni di Dio
- Priorato di Santa Maria della Latina
- Priorato di Santa Maria della Grotta[112],[113]
- Chiesa e monastero di Santa Maria della Vittoria
- Chiesa di Santa Maria della Scala
- Chiesa di Santa Maria e San Costantino di Santo Stefano Medio
- Chiesa di Santa Teresa
- Chiesa di Sant'Anna di Galati Inferiore, primitivo luogo di culto 1176[88]
- Chiesa Regina Coeli
- Chiesa e Convento di Santa Maria del Carmelo del 1238c. presso Ritiro torrente San Michele della V circoscrizione. Primitivo insediamento cittadino dell'Ordine della Beata Vergine del Monte Carmelo
- Chiesa e Convento di Santa Maria del Carmelo presso Ritiro Marina torrente San Michele della V circoscrizione
- Chiesa e Convento del Carmine agli Argentieri del 1292c. nei pressi della Basilica cattedrale protometropolitana di Santa Maria Assunta
- Chiesa e Convento del Carmine presso la Chiesa di San Cataldo 1304 (area attuale Teatro Vittorio Emanuele II), costruzioni distrutte dal Terremoto della Calabria meridionale del 1783
- Chiesa e Convento del Carmine Maggiore XVIII secolo costruzioni distrutte dal Terremoto di Messina del 1908
- Chiesa di San Cataldo 1304
- Chiesa di Nostra Signora della Pietà costruita sul primitivo impianto Chiesa di San Basilio di rito greco - ortodosso nei pressi del Monte di Pietà
- Chiesa di San Marco Evangelista e Ospedale di Santa Maria dei Bianchi dei Cavalieri Templari presso attuale Palazzo della Provincia
- Chiesa della Madonna della Lettera presso il Baluardo di San Bartolomeo e sede della Confraternita della Madonna della Lettera dei Macellai
- Chiesa di San Cristoforo esistente tra il monastero di Montevergine e l'attuale Chiesa di Sant'Antonio Abate detta anche della Santissima Annunziata. Sede della Confraternita di San Cristoforo sotto il titolo della Madonna della Sacra Lettera.
- Chiesa dei Santi Costantino e Elena dei Greci di Messina sede della Confraternita degli Orefici e degli Argentieri[63]
- Chiesa della Santissima Trinità dei Greci di Messina[36]
- Chiesa di San Bartolomeo dei Greci di Messina[114],[113]
- Chiesa di San Basilio dei Greci di Messina
- Chiesa di San Biagio Martire (extra moenia) dei Greci di Messina[27]
- Chiesa di San Francesco di Paola[115]
- Chiesa di San Gioacchino[116]
- Chiesa di San Giorgio dei Greci di Messina
- Chiesa di San Giovanni dei Greci di Messina
- Chiesa di San Giovanni Decollato di «Piano Terranova»
- Chiesa di San Giuseppe[62]
- Chiesa di San Ippolito dei Greci di Messina
- Chiesa di San Martino (extra moenia) dei Greci di Messina
- Chiesa di San Michele[62]
- Chiesa e Badia di San Michele[26]
- Chiesa di San Nicola dei Greci di via Garibaldi, distrutta dal Terremoto di Messina del 1908. Chiesa di San Nicolò dei Greci attuale presso il Teatro Vittorio Emanuele II
- Chiesa di San Nicolò di Galterio dei Greci di Messina
- Chiesa di San Nicolò la Montagna dei Greci di Messina
- Chiesa di San Pancrazio dei Greci di Messina
- Chiesa di San Pantaleone dei Greci di Messina
- Chiesa di San Pietro alla Zecca dei Greci di Messina
- Chiesa di San Silvestro dei Greci di Messina
- Chiesa di San Teodoro dei Greci di Messina alla Giudecca divenuta Chiesa e Convento di Sant'Anna[78]
- Chiesa di Sant'Elia[5]
- Chiesa di Sant'Euno[49]
- Chiesa di Sant'Erasmo[9]
- Chiesa di Sant'Angelo[36]
- Chiesa di Sant'Omobono dei Sartori[63]
- Chiesa di Sant'Opolo[117]
- Chiesa di Santa Barbara[73],[68]
- Chiesa di Santa Caterina da Siena[118]
- Chiesa di Santa Cecilia e Congregazione dei Musici[119]
- Chiesa di Santa Domenica dei Greci di Messina
- Chiesa di Santa Lucia di Galati Superiore
- Chiesa di Santa Lucia all'Ospedale distrutta dal Terremoto di Messina del 1908
- Chiesa di Santa Lucia in Terranova delle Moselle (extra moenia) dei Greci di Messina
- Chiesa di Santa Maria degli Scolari o del Dromo dei Greci di Messina
- Chiesa di Santa Maria del Grafeo dei Greci di Messina detta «La Cattolica» di epoca medievale. Cattedrale di rito bizantino, titolo per privilegio accordato dal gran Conte Ruggero. Elementi architettonici inseriti in costruzioni contemporanee[16]
- Chiesa di Santa Maria dell'Allegrezza[26]
- Chiesa di Santa Maria dell'Arco[61]
- Chiesa di Santa Maria di Basicò[120]
- Chiesa di Santa Maria di Gesù Inferiore[80]
- Chiesa di Santa Maria di Gesù Superiore[80]
- Chiesa di Santa Maria di Goffredo chiamata l'Agonia nel quartiere della Grecìa dei Greci di Messina
- Chiesa di Santa Marina dei Greci di Messina
- Chiesa di Santa Pelagia dei Greci di Messina[27]
- Chiesa di Santa Restituta nel «Piano di Terranova»[121]
- Chiesa di Santa Restituta a «Rocca Guelfonia»
- Chiesa di Santo Stefano in Campo Santo (extra moenia) dei Greci di Messina
- Chiesa di Sant'Agata dei Padri Minoriti dei Greci di Messina[122]
- Chiesa di Sant'Agostino e Convento dei frati Eremitani[75]
- Chiesa di Sant'Anastasio dei Greci di Messina
- Chiesa di Sant'Angelo dei Rossi[36]
- Chiesa di Sant'Orsola[123][124]
- Chiesa di Santi Quaranta Martiri dei Greci di Messina
- Chiesa di Tutti i Santi (Messina) dei Greci di Messina
- Chiesa di Nostra Donna del Bosco[61]
- Chiesa di Nostra Donna della Grazia derivata dalla primitiva Cappella della Vergine Annunciata[71]
- Chiesa di Nostra Donna della Lampedusa[114]
- Chiesa di Nostra Donna della Luce[25]
- Chiesa di Nostra Donna della Provvidenza o Pieve di San Lorenzo[90]
- Chiesa di Nostra Donna della Rosa[62]
- Chiesa di Nostra Donna dell'Elenuccia[25]
- Chiesa di Nostra Donna dell'Indirizzo[114]
- Chiesa delle Vergini Reparate[15]
- Chiesa dell'Alto Basso[65]
- Chiesa di Santa Maria dell'Alto 1295[44]
- Chiesa di San Gioacchino[116]
- Chiesa di San Pietro dei Preti[46]
- Chiesa della Santissima Annunziata dei Padri Teatini[66]
- Chiesa di San Dionigi divenuta Pieve di San Giuliano[19]
- Chiesa di San Giovanni Decollato[125]
- Chiesa di San Paolo[50]
- Chiesa di Sant'Andrea Avellino dei Padri Teatini[126]
- Chiesa del Santo Sepolcro[127]
- Chiesa del Salvatore dei Miseri[13]
- Chiesa di Santa Maria del Soccorso di Castanea delle Furie[12]
- Chiesa della Pace di Castanea delle Furie[12]
- Chiesa di Montevergine[7]
- Chiesa di Santa Maria l'Accomandata e Ospedale di Santa Maria l'Accomandata[107]
- Chiesa di San Giovanni Battista della Compagnia di Gesù
- Chiesa di San Nicolò dei Gentiluomini della Compagnia di Gesù[128]
- Chiesa di San Nicolò dei Gentiluomini dei Greci
- Chiesa di Santa Maria del Piliere presso il Palazzo Reale
- Chiesa di San Lorenzo in piazza Duomo
- Chiesa di San Camillo presso il Palazzo del Commercio
- Chiesa baracca di San Luca presso la chiesa di Santa Maria del Gesù di Ritiro Inferiore
- Chiesa di San Tommaso di Canterbury inclusa nella chiesa di Santa Maria del Gesù di Ritiro Inferiore
- Chiesa di Sant'Alessio Confessore
- Chiesa di Santa Maria di Monserrato
- Chiesa di San Giuliano ante Calamech
- Chiesa di San Giuliano di Andrea Calamech
- Chiesa di San Giuliano post Calamech
- Chiesa di San Paolo alla «Caperrina»
- Chiesa di San Giacomo preesistente al Bastione di San Giacomo
- Chiesa di San Vincenzo preesistente al Bastione di San Vincenzo prossimo al Forte dell'Andria
- Chiesa del Santissimo Nome di Gesù del 1599c. Luoghi di culto sedi della locale Confraternita di Gesù e Maria del sodalizio cittadino Congregazione di Gesù e Maria.
  - Chiesa di Gesù e Maria della Concezione di Borgo San Giovanni, (1600 - 1908).[34]
  - Chiesa di Gesù e Maria della Zecca o degli «Argentieri», contrada di San Pietro alla Zecca, (1612 - 1783).
  - Chiesa di Gesù e Maria in San Leone nel borgo di San Leone, (1612 - 1908).[61]
  - Chiesa di Gesù e Maria delle Trombe (1626 - 1908) nella contrada di Porta della Legna. Ricostruzione post terremoto, 1918.[49]
  - Chiesa di Gesù e Maria del Selciato (1626 - 1908) fuori la Porta Imperiale nel borgo della Zaera.
  - Chiesa di Gesù e Maria di Terranova (1626 - 1783) nella contrada di Terranova.
  - Chiesa di Gesù e Maria della Vittoria (1638 - 1783) nel borgo della Buzzetta.
  - Chiesa di Gesù e Maria del Ringo (1641) nel borgo del Ringo. Tuttora esistente.
  - Chiesa di Gesù, Maria, Giuseppe ed i Santi Angeli Custodi (1728 - 1908) nella contrada dei Sicofanti.

## Santi Patroni Protettori della città di Messina
| Santo                                                    | Anno | Giorno | Mese  | Santo                                                    | Anno | Giorno | Mese    |
| -------------------------------------------------------- | ---- | ------ | ----- | -------------------------------------------------------- | ---- | ------ | ------- |
| Santa Maria sotto il titolo dell'«Madonna della Lettera» |      |        |       | Santa Maria sotto il titolo dell'«Immacolata Concezione» | 1647 |        |         |
| San Placido                                              |      |        |       | Santa Maria sotto il titolo dell'«Assunta»               |      |        |         |
| San Sebastiano                                           |      |        |       | San Gregorio Magno                                       |      |        |         |
| San Francesco d'Assisi                                   | 1629 |        |       | Sant'Antonio di Padova                                   | 1648 | 13     | ottobre |
| Santa Rosalia                                            | 1730 | 20     | marzo | Sant'Eustochia                                           |      |        |         |
| Sant'Annibale Maria di Francia                           |      |        |       | Sant'Alberto Carmelitano                                 |      |        |         |
| San Camillo de Lellis                                    | 1755 |        |       | San Francesco Saverio                                    |      |        |         |
| Sant'Alberto degli Abati                                 |      |        |       | San Vittorio Angelica                                    |      |        |         |
| San Giuseppe                                             | 1775 | 19     | marzo | Sant'Elia                                                | 1743 | 27     | luglio  |
| San Francesco di Paola                                   |      |        |       | San Vincenzo Ferreri                                     | 1727 | 5      | aprile  |

## Galleria d'immagini

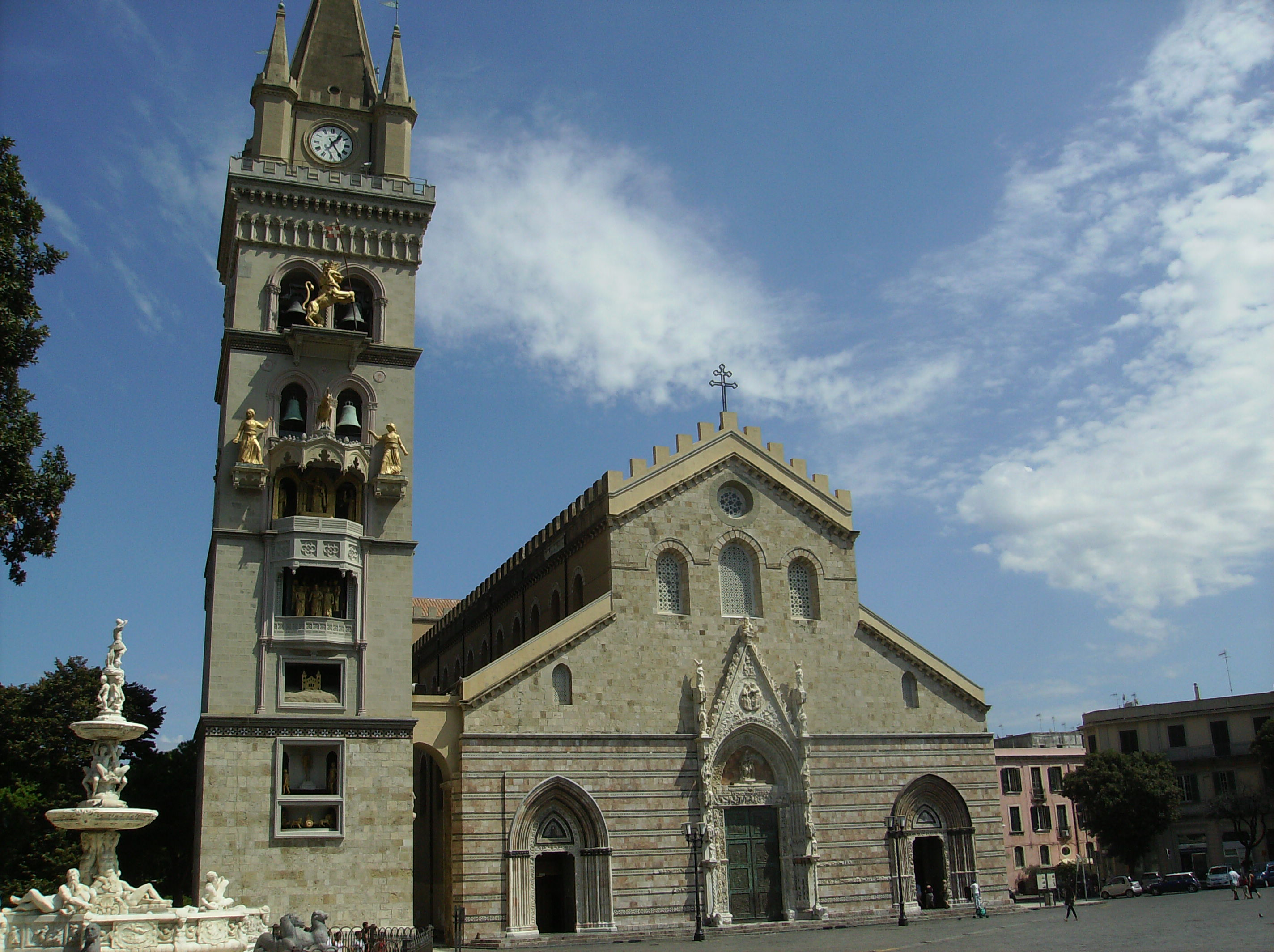
Cattedrale di Messina
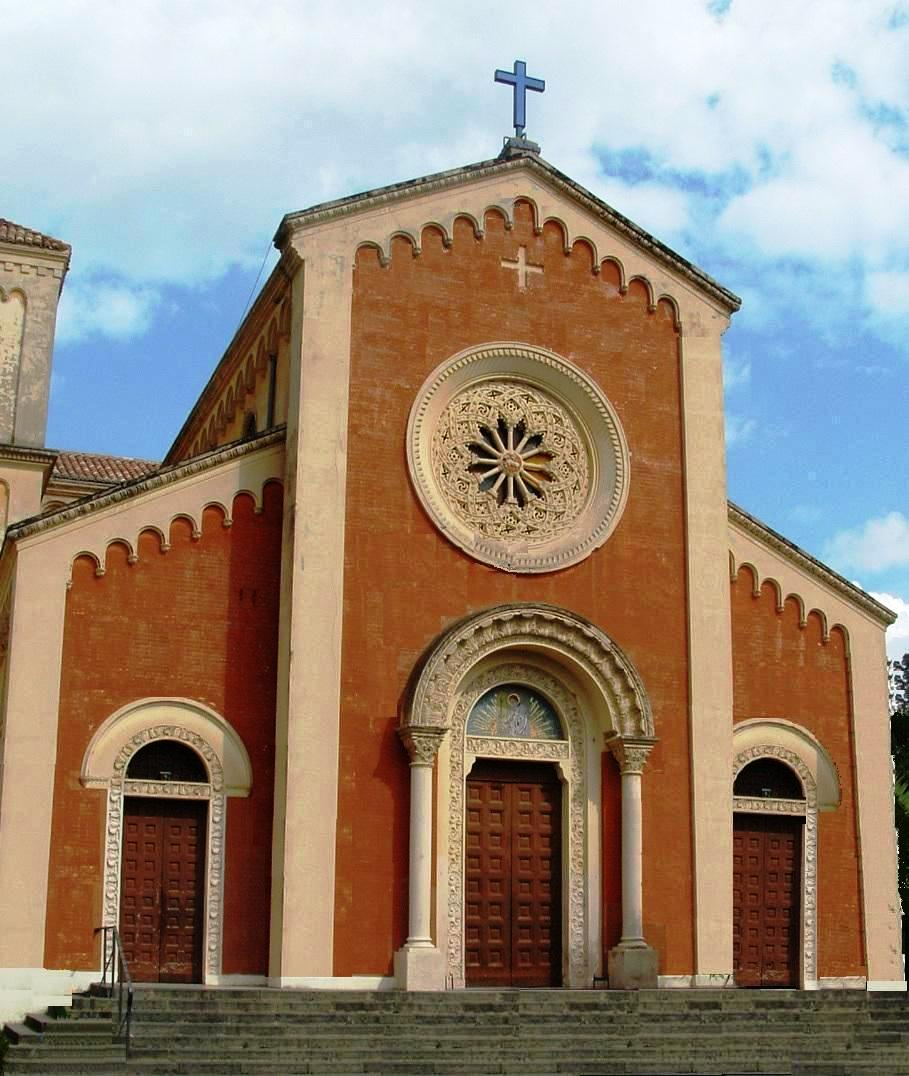
Prospetto chiesa SS. Annunziata Camaro
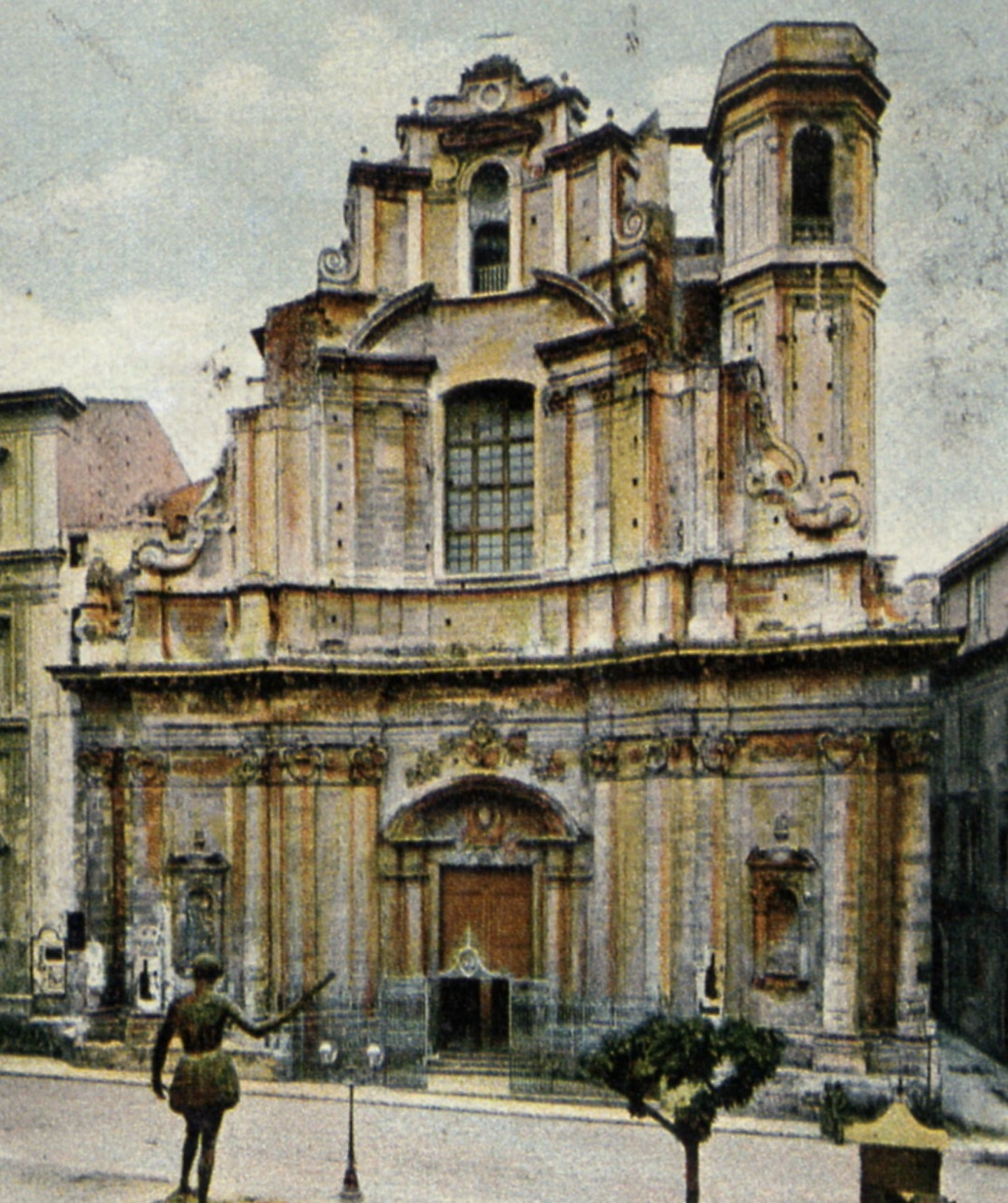
Chiesa della Santissima Annunziata
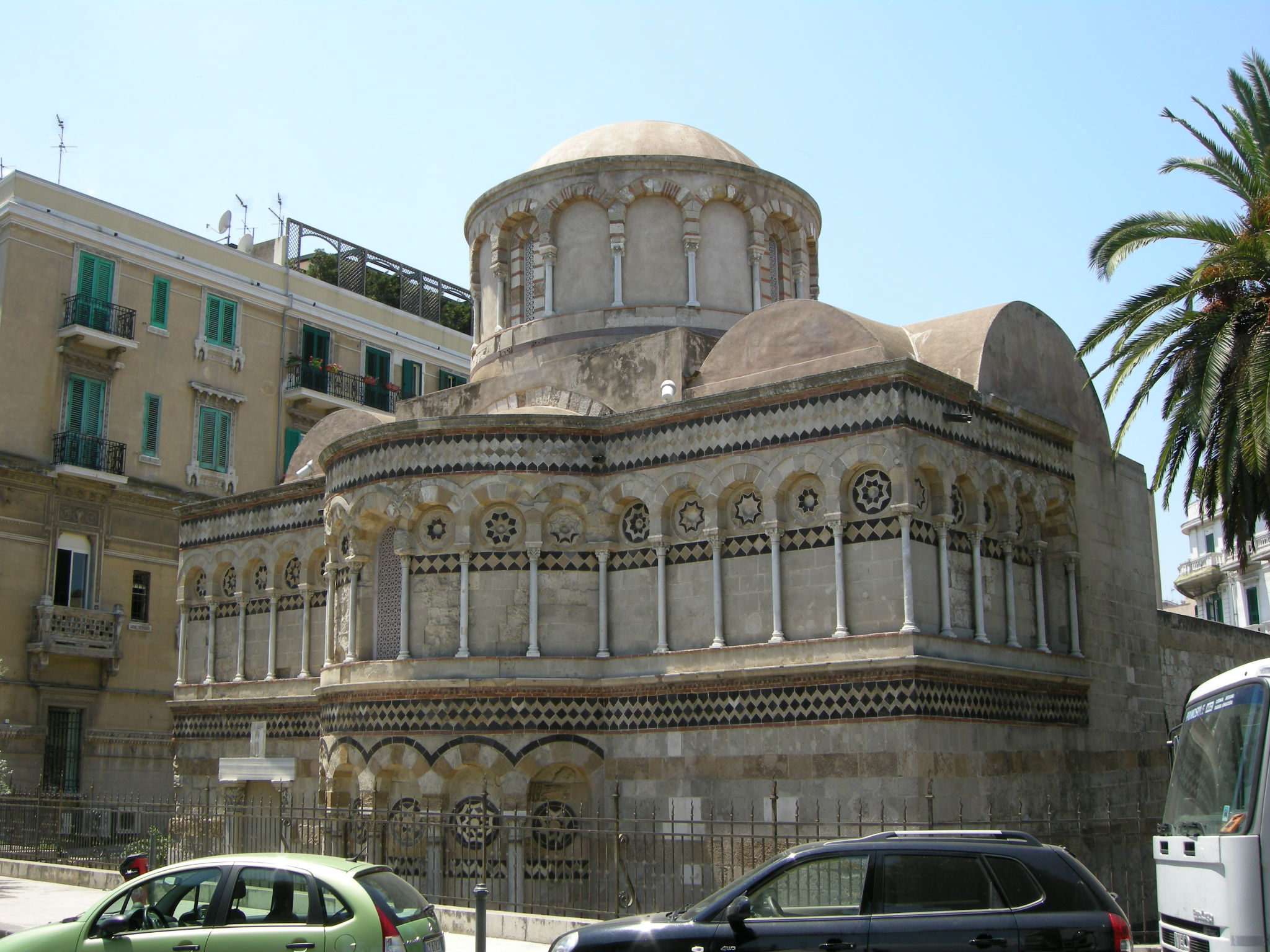
Chiesa della Santissima Annunziata dei Catalani
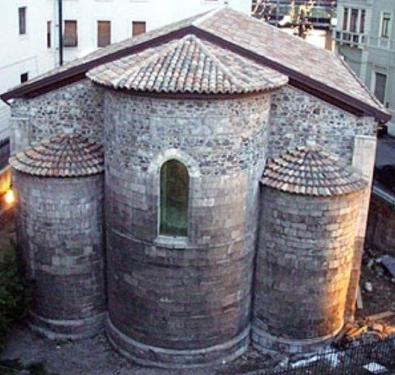
Chiesa di Santa Maria Alemanna
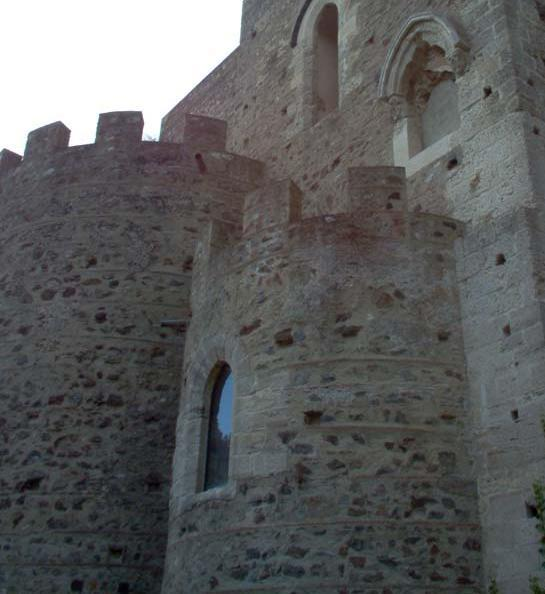
Chiesa di Santa Maria della Valle
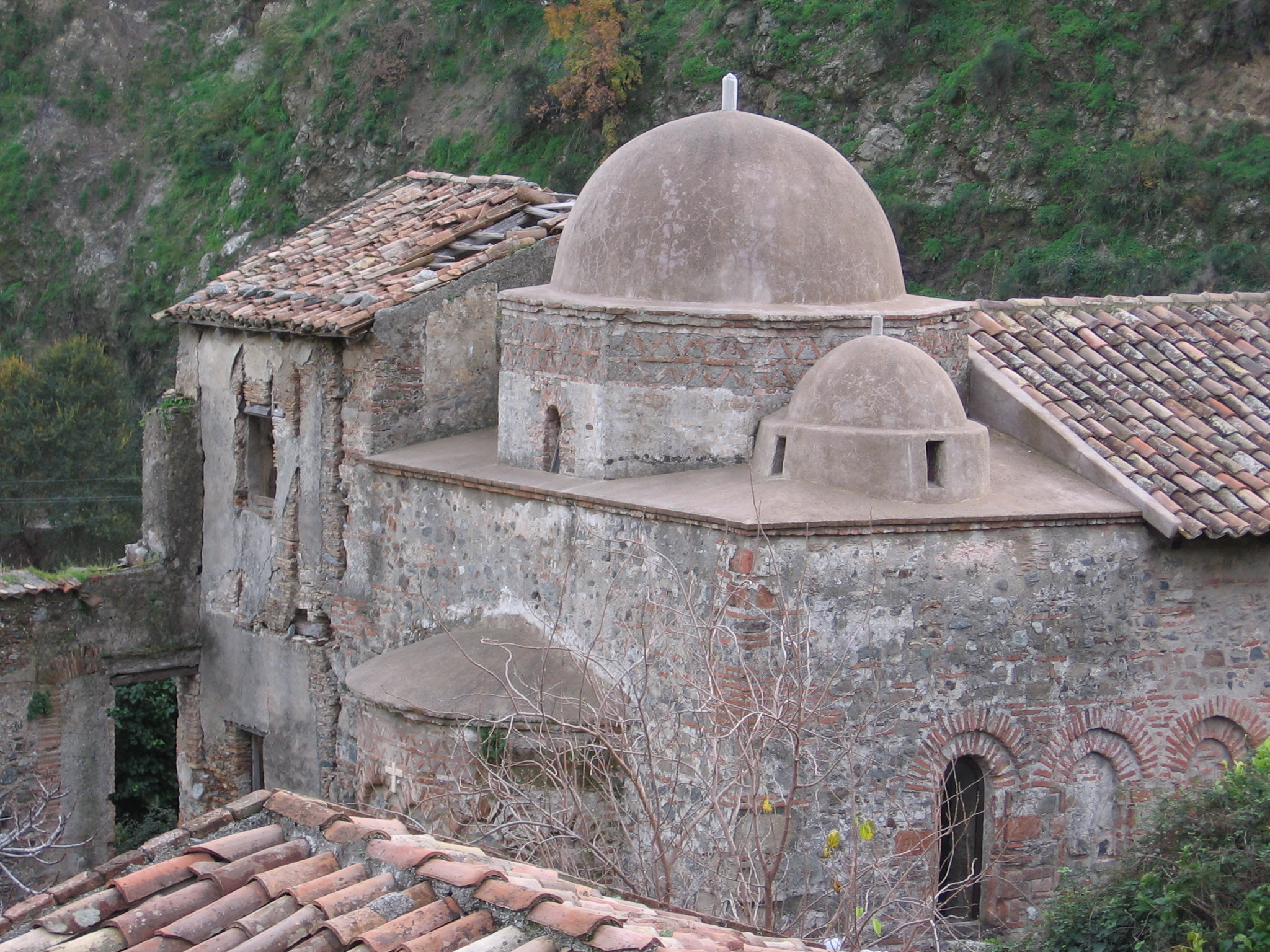
Chiesa normanna Santa Maria di Mili
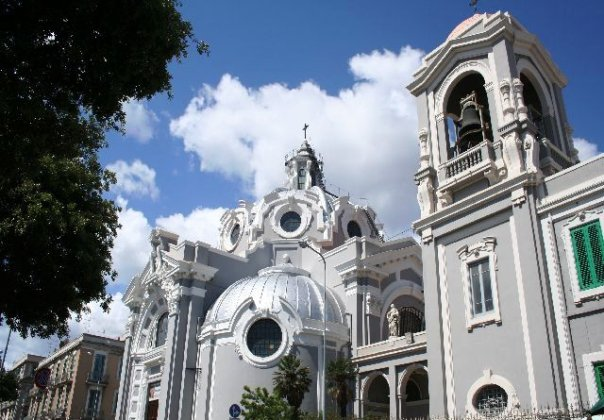
Chiesa del Carmine
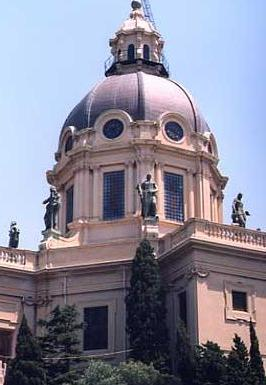
Sacrario di Cristo Re
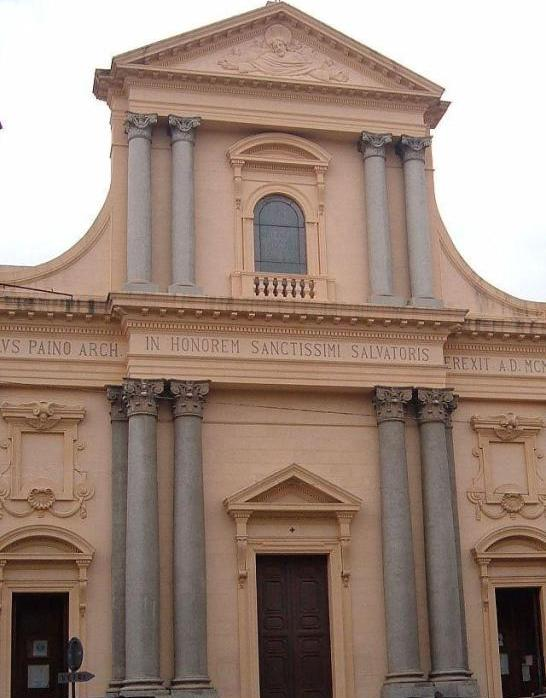
Chiesa del Santissimo Salvatore
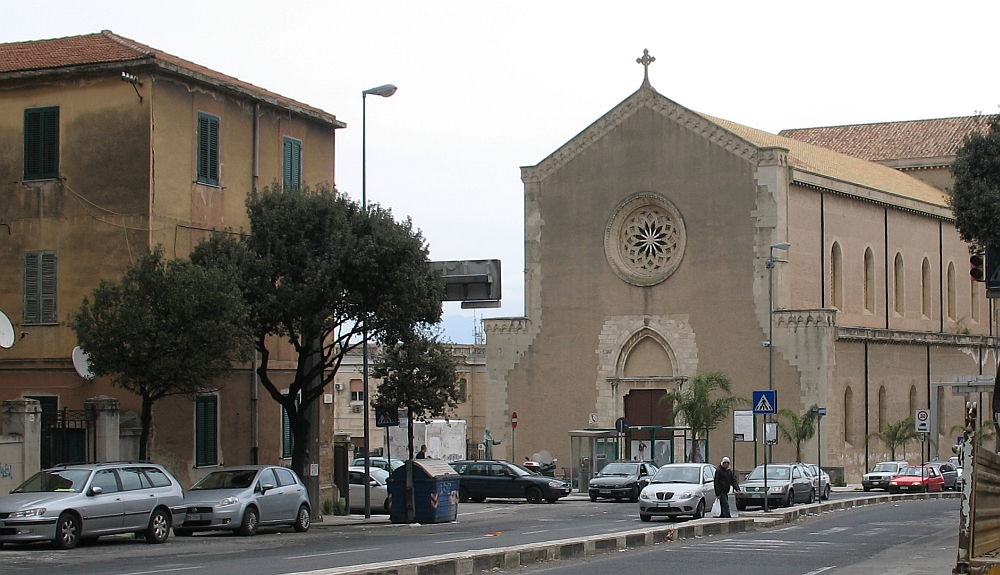
Chiesa di San Francesco d'Assisi all'Immacolata
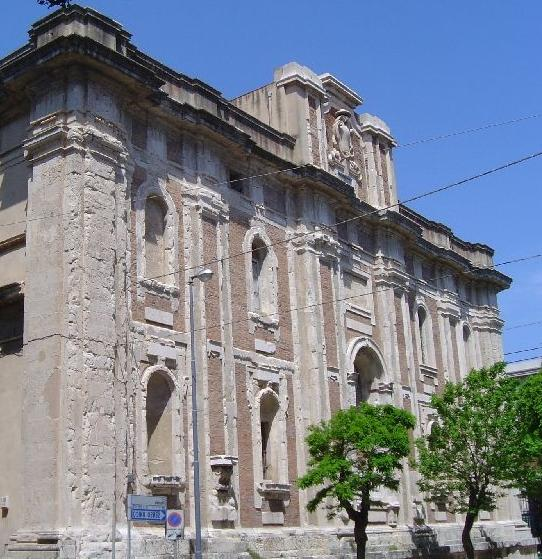
Chiesa di San Giovanni di Malta
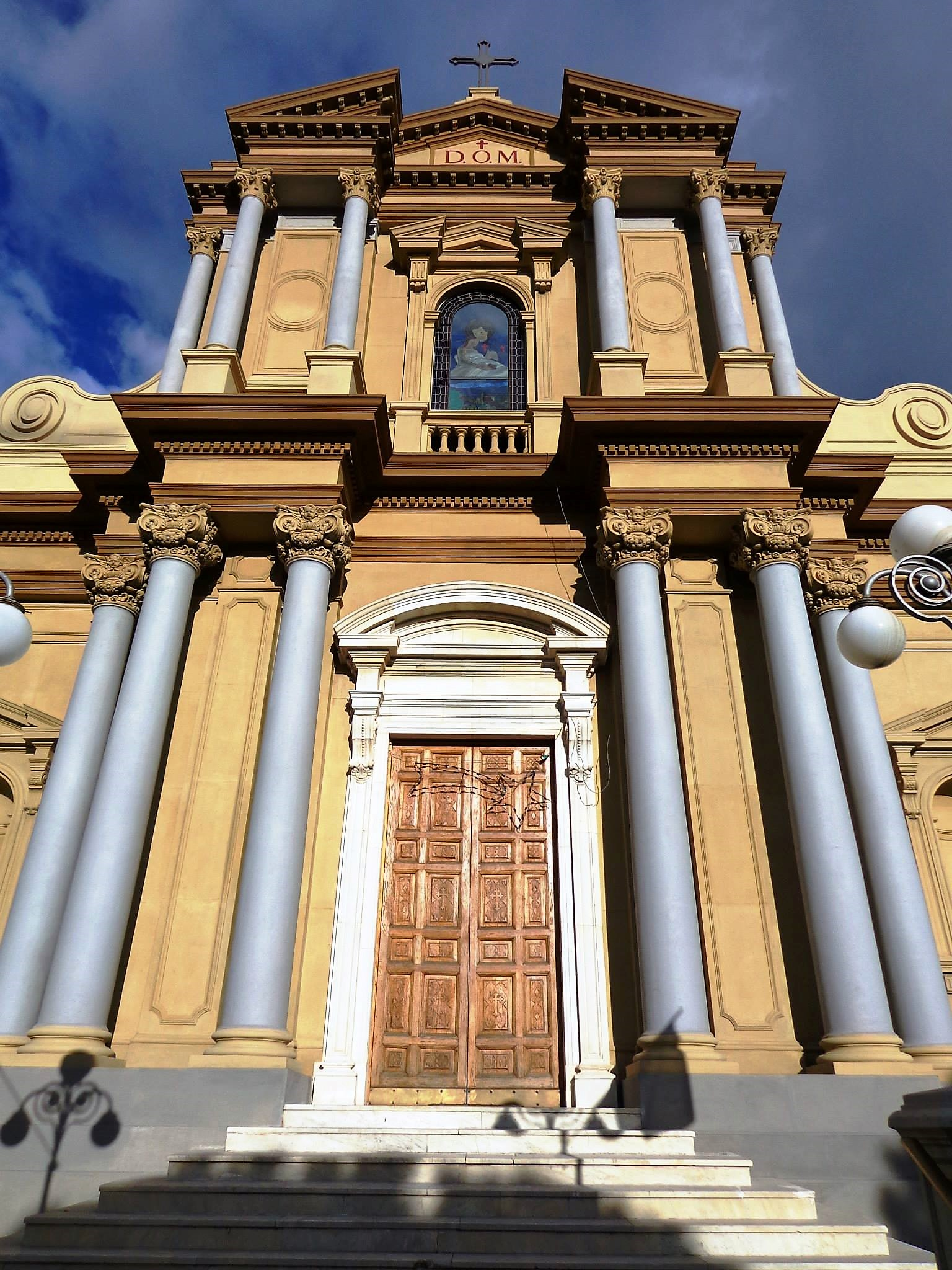
Chiesa di San Camillo
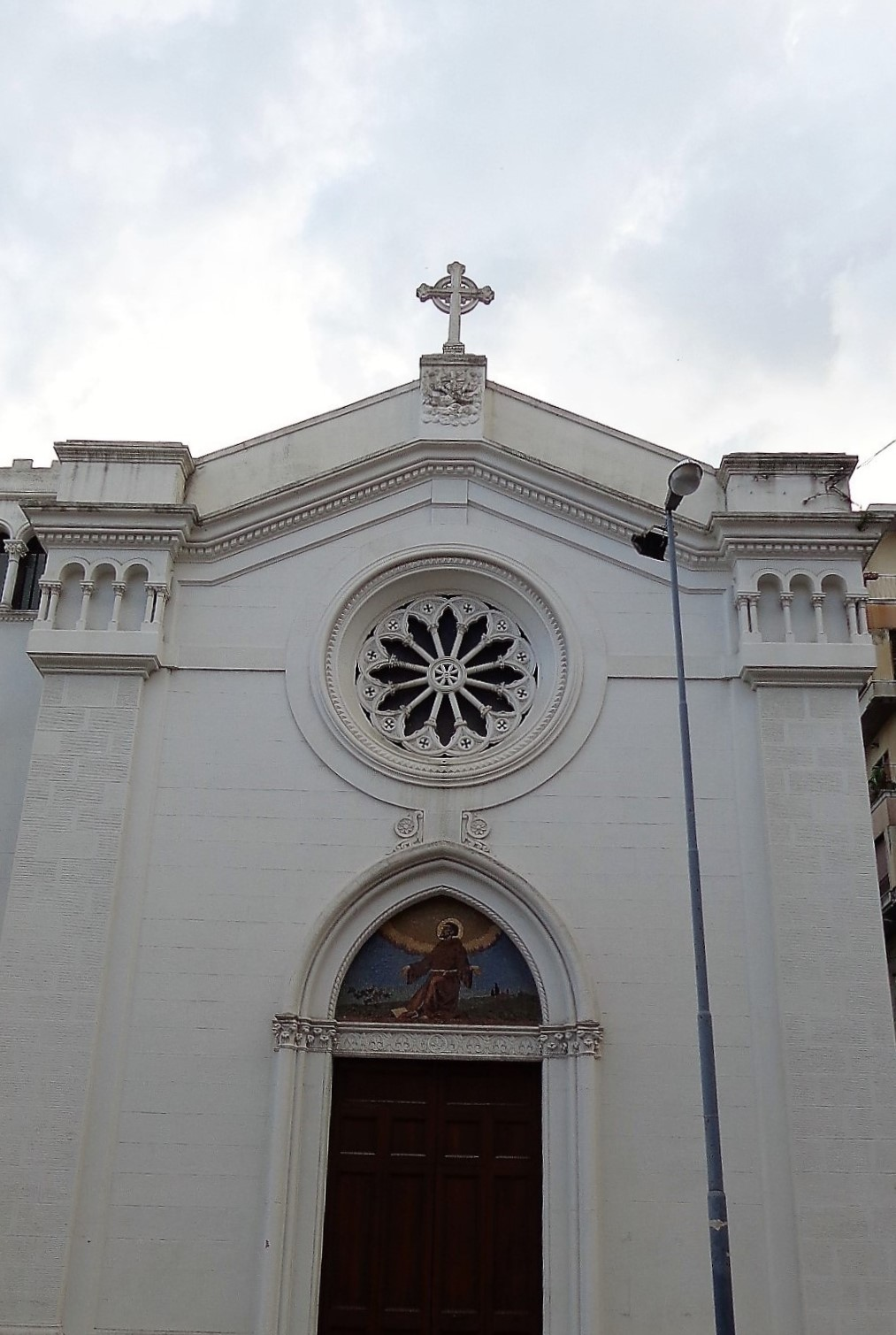
San Francesco dei Mercanti